# Himalayasaurus
Himalayasaurus es un género extinto de ictiosaurio que vivió durante el Triásico Superior en el Tíbet. 

## Historia
La especie tipo Himalayasaurus tibetensis fue descrita en 1972 basándose en restos fragmentarios, incluyendo dientes, huesos de las extremidades y vértebras. 

## Descripción
La longitud completa del cuerpo de Himalayasaurus se estima en unos 15 metros.

## Discusión
Himalayasaurus ha sido desde su descripción considerado como un nomen dubium o "nombre dudoso" debido a la carencia de rasgos que los diferencien de otros ictiosaurios, aunque la presencia de distintivos bordes cortantes en sus dientes ha sido propuesta en el estudio de Fröbisch et al. (2013) como una característica única del género (los bordes cortantes también han sido hallados en el ictiosaurio primitivo Thalattoarchon del oeste de los Estados Unidos).

## Taxonomía
Himalayasaurus pertenece a la familia Shastasauridae, la cual incluye a otros ictiosaurios de gran tamaño como Shonisaurus.